# Општина Апостолаке (Прахова)
Апостолаке (рум. Apostolache) општина је у Румунији у округу Прахова.
Oпштина се налази на надморској висини од 262 m.